# حقوق مدنی
حقوق مدنی مهم‌ترین شاخه حقوق خصوصی است که به بررسی و تنظیم روابط افراد جامعه با یکدیگر صرف نظر از عنوان و موقعیت اجتماعی آن‌ها می‌پردازد.

## پیشینه
حقوق مدنی در انگلیسی سیویل لا (Civil law) و در فرانسه دغوا سیویل (Droit civil) نامیده می‌شود که از واژهٔ لاتین ژوس سیویله (jus civil) گرفته شده‌اند که در امپراتوری روم به حقوق حاکم بر روابط شهروندان جامعهٔ روم گفته می‌شد و در مقابل حقوق بشر به کار می‌رفت که ناظر بر قواعد عمومی حاکم بر روابط رعایای دولت روم با یکدیگر و با شهروندان بود.
در قرون وسطی حقوق مدنی در مدارس و دانشگاه‌های اروپا به معنی حقوق رم و در مقابل حقوق مسیحی به کار می‌رفت.
رفته رفته با اهمّیّت پیدا کردن دوباره حقوق عمومی به ویژه پس از انقلاب کبیر فرانسه (۱۷۸۹) این اصطلاح در معنای حقوق خصوصی (روابط افراد با یکدیگر) به کار رفت و در تقابل با حقوق عمومی (روابط افراد با دولت) به کار رفت.
قانون مدنی فرانسه در سال ۱۸۰۴ میلادی پایان یافت و در سال ۱۸۰۷ رسماً به عنوان «کد ناپلئون» نامگذاری شد. این قانون اساس حقوق مدنی در کشورهای پیرو حقوق نوشته امروز است و بیشتر قوانین مدنی دنیا تحت تأثیر «کد ناپلئون» تنظیم شده‌اند.
به تدریج با تحولاتی که در زندگی مردم پدید آمد مصالح عموم ایجاب می‌کرد برای برخی از روابط اجتماعی قواعد ویژه‌ای وضع شود و به این ترتیب شاخه‌های مختلف حقوق خصوصی همگی در اصل بخشی از حقوق مدنی بوده، اما اکنون از آن منشعب شده‌اند.

## رشته‌های جدا شده از حقوق مدنی
- حقوق تجارت – که بر روابط بین بازرگانان و اعمال تجاری آن‌ها حاکم است.
- حقوق کار – روابط میان کارگران و کارفرما را تنظیم می‌کند.
- آئین دادرسی مدنی – قواعدی که دادگاه‌ها براساس آن به اختلافات راجع به حقوق خصوصی افراد رسیدگی و آن‌ها راحل و فصل می‌کنند.
- مالکیت فکری - به بررسی حقوقی می‌پردازد که به انسان اختیار بهره‌برداری انحصاری از حاصل ابتکارات و اندیشه‌های خود را می‌دهد. مانندحق تکثیر انحصاری مؤلف و هنرمند، حق مخترع بر اختراعاتش، حق تاجر بر نام تجارتی[۲] خویش و حق سرقفلی.

## موضوعات حقوق مدنی
رایج است که حقوق و تکالیف مردم در جامعه به حقوق عینی و ذهنی تقسیم شود.
حقوق مالی از نمونه‌های حقوق عینی است و به مجموعه حقوقی گفته می‌شود که دارای ارزش اقتصادی و قابل مبادله با پول است. مانند حق مالکیت یک شئ یا حقی که طلبکار بر بدهکار پیدا می‌کند و به موجب آن می‌تواند مال را از او مطالبه کند (حقوق دینی).
اما منظور از حقوق ذهنی، امتیازاتی است که مربوط به شخصیت انسانی افراد است و قابل تقویم به پول نمی‌باشد. مانند حق ازدواج کردن و حق ارث بردن.